# György Almásy

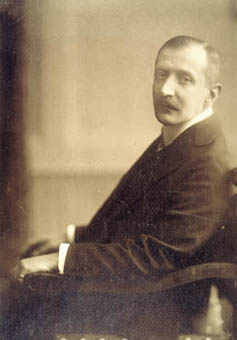
György Almásy

György Almásy de Zsadány și de Törökszentmiklós (n. 15 octombrie 1867, Kétegyháza — d. 22 septembrie 1933, Graz) a fost un nobil maghiar, scriitor, autor de jurnale de călătorii, folclorist, cercetător al Africii. A fost tatăl aventurierului, cartografului și exploratorului László Almásy.